# 1976 en basket-ball
Chronologie du basket-ball
1975 en basket-ball - 1976 en basket-ball - 1977 en basket-ball
Les faits marquants de l'année 1976 en basket-ball

## Récapitulatifs des principaux vainqueurs de compétitions 1975-1976

### Masculins
| Europe - Coupe d'Europe des champions : Varèse - Espagne : Real Madrid - France : ASPO Tours - Italie : Virtus Bologne - URSS : CSKA Moscou - Yougoslavie : KK Partizan Belgrade | Amériques - États-Unis, EPBL : Allentown Jets - États-Unis, NBA : Boston Celtics | Afrique, Asie, Océanie - Coupe d'Afrique : Hit Trésor |

### Féminines
| Europe - France : Clermont UC - Coupe Ronchetti : Slavia VŠ Praha |

## Récompenses des joueurs enNBA

### Meilleur joueur de la saison régulière  (MVP)
| - Kareem Abdul-Jabbar, Los Angeles Lakers. |

### Meilleur joueur de la finale NBA
| - Jo Jo White, Boston Celtics. |